# Magnus Klingberg
Magnus Klingberg, född i Örebro 1953 är en svensk fotbollstränare.
Magnus Klingberg startade sin fotbollskarriär i Skyllbergs IK och gick in i A-laget vid 15 års ålder. Bland annat spelade han i Degerfors och hos ÖSK. Efter sin spelarkarriär blev han tränare för Degerfors och senare även AIK år 1999. Han avgick från sin post som AIK-tränare 2003. Sedan har han varit ledig fram tills sommaren 2011, då han tog över Skyllbergs IK. Han har i många intervjuer sagt, att han ser fram emot uppdraget med Ulf Gustavsson att ta upp Skyllberg i de högre divisionerna igen, som på hans egen tid när han spelade i Skyllberg.